# Ordine civile di Alfonso XII
L'Ordine civile di Alfonso XII è stato un ordine cavalleresco spagnolo.

## Storia
L'Ordine venne istituito con regio decreto del 23 maggio 1902 al fine di premiare i meriti ottenuti nei campi della formazione, della scienza, della cultura, dell'insegnamento e della ricerca scientifica.
Dal 1939, i membri dell'Ordine potevano richiedere il loro ingresso nell'appena creato di Ordine civile di Alfonso X il Saggio.
Con il regio decreto 954/1988 del 2 settembre 1988 venne riformato l'Ordine civile di Alfonso X il Saggio, adattando le regole per le condizioni sociali del tempo presente e dei principi democratici della legge spagnola. L'Ordine civile di Alfonso XII fu soppresso e confluì in quello di Alfonso X il Saggio.

## Classi
L'Ordine disponeva delle seguenti classi di benemerenza:
- Gran Croce, che dava diritto agli appellativi di eccellenza, eccellentissimo signore o eccellentissima signora
- Commendatore, che dava diritto agli appellativi di illustrissimo signore o illustrissima signora
- Cavaliere, che dava diritto agli appellativi di signoria o signore o signora

## Insegne
- Il nastro era completamente viola.